# Sephanoides sephaniodes
Il capo di fuoco dorsoverde o corona di fiamma dorsoverde (Sephanoides sephaniodes (R.Lesson & Garnot, 1827) è un uccello della famiglia Trochilidae, diffuso in Cile e in Argentina.